# 伊格里姆
伊格里姆（羅馬化：Igrim）是俄罗斯汉特-曼西自治区的市级镇，为该自治区别廖佐沃区人口最多的聚居地。地处汉特-曼西自治区西北部，位于鄂毕河流域北索西瓦河及其一支流小索西瓦河汇流处，在区行政中心别廖佐沃西南、自治区首府汉特-曼西斯克西北方。镇东北部设有同名机场。距离较近的城市有尼亚甘。
该地2022年人口有7,306人；2010年人口8,775；2002年人口9,362；1989年人口11,093。